# Пісківська сільська громада
Пісківська сільська об'єднана територіальна громада — колишня об'єднана територіальна громада в Україні, в Костопільському районі Рівненської області. Адміністративний центр — село Пісків.
Площа громади — 113,46 км², населення — 2745 мешканців (2018).
Утворена 26 лютого 2016 року шляхом об'єднання Пеньківської і Пісківської сільських рад Костопільського району.

## Населені пункти
До складу громади входили 8 сіл: Брюшків, Мар'янівка, Моквинські Хутори, Олександрівка, Пеньків, Пісків, Рокитне та Яснобір.